# セレモアホールディングス
セレモアホールディングス株式会社（Ceremore, Inc.）は、東京都立川市に総本社を置き、新宿本社、八王子本社、埼玉本社、所沢本社、相模原本社など首都圏全域で事業展開している葬儀・仏壇販売・民間患者搬送企業。
「全ては人のため、世のため、大切な方を亡くされたご家族の心の支えとなるため、お客様の気持ちになって最善を尽くすことを使命、どうすればお客様の悲しみを少しでもいやすことができるか、どうすればお客様にご満足いただけるお葬儀を提供できるか、どうすれば「良いお葬式だった。」と感じていただけるか、果てしないようなこのテーマがセレモアの根幹でありサービスの目標」としている。

## 沿革
- 1970年（昭和45年）4月 - 立川市砂川町において、有限会社筑波祭典を設立[2]。
- 1973年（昭和48年）12月 - 有限会社筑波祭典より、株式会社筑波祭典に変更[2]。
- 1984年（昭和59年）立川駅駅ビルに日本で初めて駅ビル内に葬儀屋相談コーナー「セレモピアン」を設けた。[3]
- 1990年（平成02年）4月 - 社名をセレモアつくばと変更する[2]。
- 2013年（平成25年）8月 - 株式会社セレモアつくばよりセレモアホールディングス株式会社に社名変更[2][注 1]。
- 2024年（令和03年）7月 - 東京博善元取締役の中川貴郎が代表取締役に就任[4]。

## 企業概要

### 民間救急サービス
日本で初めて、民間救急サービスの東京民間救急サービスの営業を始めた。

### 駅ビルでの葬儀相談コーナー
日本で初めて駅ビル内に葬儀相談コーナー「セレモピアン」を設置。セレモピアンは当初、相談を店外から見られてはまずいのではと囲いまで作ったが、暗い雰囲気となり開店後半年はほとんど立ち寄ってもらえなかった。その後、結婚案内所のようなイメージに雰囲気を替えたところ、客が増えてきたと社長の辻は語っている。

### クレド
2006年9月林田正光に会い、リッツカールトンで実践されているクレドを採用した。セレモアの社員は皆、「Credo（クレド）」と呼ばれるカードを持ち具体的な言葉にした価値観や、行動の指針が書かれている。

### 創作骨壺
骨壺の種類は有田・九谷・備前・益子・萩・楽・会津本郷・信楽・常滑・清水・瀬戸・美濃・平清水など日本各地の窯元と関係を作っている。そのため、社内でも様々なところに壺を展示している。
とある葬儀で喪主から祭壇を生前個人が大好きだった胡蝶蘭だけで飾ってほしいという依頼があった。その際、従来の白磁製の骨壺はよりそっけないものに感じられたことがきっかけだと語っている。辻社長は窯元の作家と一人一人と会い、骨壺製作の依頼をした。

### かりんとう
式典のお茶請けとしてかりんとうを独自製造・提供をしている。かりんとうは店舗でも購入することが可能。

## 社会貢献事業

### 東京マラソン救護所
- 2007年の東京マラソン開始当初から東京マラソン救護所の設置を社会奉仕活動として行っている[7]。

### 地域イベントへの協力
- 坂戸よさこい（埼玉県坂戸市）にて、2006年踊り会場として坂戸支社の敷地を提供している[8]。
- ひのよさこい祭（東京都日野市）に2008年より踊り子チームとして社員の有志が参加している[8]。

## グループ会社
- 株式会社セレモア（立川市柏町1-26-4）
- 株式会社セレモア八王子本社（八王子市大横町13-20）
- 株式会社セレモア埼玉本社（坂戸市日の出町16-52）
- 株式会社セレモア仏壇販売（立川市柏町1-27-13）